# Domingo Fernandez Veiguela
Domigno Fernandez Veiguela (Principat d'Astúries) és un químic i sindicalista resident a Sevilla des de 1957.
Doctor en química a la Universitat de Sevilla. El 1983 va ser nomenat vicepresident nacional de l'Associació de Professors de Batxillerat. El 1986 va ser el primer president provincial de CSIF a Sevilla (1986-1987). Més endavant esdeveí president de CSIF i després de CSI-CSIF a Andalusia entre 1987 i 1995. El 1995 va ser elegit president nacional del CSI-CSIF.